# Abdel-Kader Zaaf
Abdel-Kader Zaaf est un coureur cycliste algérien (de nationalité française jusqu'en 1962), né le 17 janvier 1917 à Chebli (Département d'Alger) en Algérie, et mort le 22 septembre 1986 en Algérie. Il participe quatre fois au Tour de France (1948, 1950, 1951 et 1952), mais n'en termine qu'un seul, en 1951, à la 66e place et lanterne rouge du classement général.

## Biographie

### Coureur amateur puis professionnel
Coureur cycliste réputé, Abdelkader Zaaf naît en 1917 dans l'Algérie coloniale, à Chebli (dans l'actuelle wilaya de Blida). Ses qualités de cycliste lui valent de remporter de nombreux critériums amateurs en Algérie. Membre du Vélo Club Musulman, il devient champion de France amateur sur route en 1942 et 1947 tandis qu’en 1946, il est sacré champion d'Algérie. Ces victoires lui permettent de signer des contrats professionnels et de s'engager dans de nombreuses courses. Il rencontre alors le succès dans des compétitions importantes comme le Tour d'Algérie, le Tour du Maroc, et à l'occasion du Circuit de la Côte d'Or.
Abelkader Zaaf participe à quatre reprises au Tour de France. Mais malchance et infortune jalonnent son parcours. En 1948, il est éliminé lors de la première étape. Puis, pendant les Tours 1950, 1951 et 1952, alors qu'il roule avec l'équipe d’Afrique du Nord qui mêle cyclistes pieds-noirs et maghrébins, il lui arrive plusieurs mésaventures. Un épisode de l'émission Champions de France lui est consacré en 2015.

### Sa fameuse ivresse
La 13e étape du Tour de France 1950 a été rendue terrible par une chaleur caniculaire, ce qui rendait le parcours très difficile. Marcel Molinès et Abdel-Kader Zaaf, tous les deux membres de l'équipe Afrique du Nord, avaient attaqué et pris suffisamment d'avance (jusqu'à 16 minutes) pour aller jusqu'à la victoire, qui devait se disputer au sprint.
On raconte qu'étant parvenu à lâcher Molinès, Abdel-Kader Zaaf, assoiffé, prit un bidon que lui présenta un spectateur sur le bord de la route. Malheureusement pour lui, ce bidon contenait du vin. Le résultat ne se fit pas attendre, ce fut l'assommoir pour le coureur qui, après s'être désaltéré, et légèrement titubant, reprit son vélo et repartit dans le sens inverse de la course. Marcel Molinès désormais seul poursuivit sa route et atteignit la ligne d'arrivée quatre minutes trente avant le peloton de poursuivants comprenant Stan Ockers et Ferdi Kübler.
Cette version fit le bonheur des salles de rédaction avec pour conséquence que Zaaf fut invité de nombreuses fois aux critériums qui suivaient le Tour. Encore, au début du XXIe siècle, il n'y a aucun commentateur du Tour qui renonce à raconter cette anecdote. Il s'agit en réalité d'une version qui a été longtemps colportée mais qui est totalement fausse.
La vérité est que Zaaf, qui était musulman pratiquant, ne buvait pas de vin. À cause de la fatigue, de la chaleur et surtout des amphétamines, il a été  victime d'un malaise et s'est écroulé au bord de la route. Des vignerons, qui se trouvaient là, l'ont adossé contre un platane et, comme ils n'avaient pas d'eau sous la main, l'ont aspergé avec du vin. Zaaf, ayant retrouvé ses esprits, enfourcha sa bécane et repartit en sens inverse jusqu'à ce qu'il rencontrât la voiture balai. Il sentait épouvantablement l'alcool, d'où la légende,.
Ce personnage, surnommé le zouave du peloton devint extrêmement populaire. L'année suivante, il termina lanterne rouge du Tour et sut très habilement exploiter cette dernière place qui lui permit d'être invité dans de nombreux critériums d'après-Tour. Ce fut tout de même lui qui lança l'échappée entre Carcassonne et Montpellier dans la 16e étape, qui sera fatale à Fausto Coppi.

### Carrière
Chaque année, de 1948 à 1955, Abdel-Kader Zaaf gagna plusieurs étapes dans des circuits et plusieurs courses. 1950 fut sa  meilleure année avec au total neuf premières places. Il remporta des victoires entre autres au Tour d'Algérie, au Tour du Maroc, au Tour d'Afrique du Nord, au Circuit de la Côte d'Or et à la Ronde des Champions. Au Tour du Luxembourg de 1951, il termina l'étape préliminaire à la deuxième place. On le vit aussi au départ du Tour de Suisse en 1950, de Paris-Bruxelles en 1951, et en 1952 aux Six jours de Dortmund. Il remporta au total 27 victoires.

## Palmarès
- 1939
  - 1er du Championnat d'Algérie (139,700 km)

- 1942
  - Champion d'Algérie de vitesse par équipes
  - 2e du Championnat d'Algérie (130 km)
  - 2e du Circuit de l'Indre
  - 2e du Critérium de France des sociétés (zone libre)

- 1943
  - 2e du Championnat d'Algérie (108 km)

- 1945
  - Champion d'Alger de poursuite par équipes (avec Abdel-Kader Abbes, Aoun Larbi)

- 1946
  - Champion d'Algérie

- 1948
  - 2e étape du Circuit des six provinces
  - 2e étape du Circuit du Ventoux
- 1949
  - 13e étape du Tour d'Algérie

- 1950
  - Circuit des 4 Grands-Prix d'Alger
  - Grand Prix de Pontanevaux
  - 8e et 16e étape du Tour d'Afrique du Nord
  - 4e, 7e, 9e, 11e et 14e étapes du Tour du Maroc

- 1951
  - 4e étape du Circuit de la Côte d'Or

- 1952
  - L'américaine de Crozon
  - 4e étape du Circuit des Vins de Gironde
  - 11e étape du Tour du Maroc

- 1953
  - Grand Prix Job à Alger
  - Ronde des Champions à Tarbes
  - 9e étape du Tour d'Algérie
  - 8e étape du Tour du Maroc

- 1954
  - Grand Prix Bastos à Alger
  - Prix de Chiagat
  - Prix de Guinefort

- 1955
  - Prix du 14 juillet à Mauron
  - Circuit de Casablanca
  - Prix de Saint-Thégonnec
  - Prix de Guinefort
  - 10e étape du Tour du Maroc
  - 3e de Manche-Océan
  - 3e du Tour de l'Est algérien

## Résultats sur le Tour de France
- 1948 : éliminé (1re étape)
- 1950 : abandon (13e étape)
- 1951 : 66e et lanterne rouge
- 1952 : hors délai (11e étape)

## Vidéographie
- Champions de France - Abdel-Kader Zaaf, série Champions de France, film-portrait raconté par Karole Rocher, co-réalisé par Pascal Blanchard et Rachid Bouchareb 2016, 2 minutes[voir en ligne]